# Parafia św. Maksymiliana Kolbego w Rudniku
Parafia św. Maksymiliana Kolbego w Rudniku – parafia rzymskokatolicka należąca do dekanatu Sułkowice. Została erygowana 14 kwietnia 1966. 